# 基爾邁克爾 (密西西比州)
基爾邁克爾（英語：Kilmichael）是位於美國密西西比州蒙哥馬利縣的城鎮。

## 人口
根據2020年美國人口普查的數據，基爾邁克爾的面積為7.62平方千米，當中陸地面積為7.61平方千米，而水域面積為0.01平方千米。當地共有人口639人，而人口密度為每平方千米84人。